# City of Cockburn
City of Cockburn is een Local Government Area (LGA) in Australië in de staat West-Australië in de agglomeratie van Perth. City of Cockburn telde 118.091 inwoners in 2021. De hoofdplaats is Spearwood.

## Politiek

### Wards
De stad is opgedeeld in 3 Wards, elk deelgebied levert 3 gemeenteraadsleden.
- East Ward
- West Ward
- Central Ward

## Demografie
| Jaar | Populatie |
| ---- | --------- |
| 1911 | 734       |
| 1921 | 1.278     |
| 1933 | 2.221     |
| 1947 | 3.049     |
| 1954 | 5.047     |
| 1961 | 7.827     |
| 1966 | 13.847    |
| 1971 | 25.011    |
| 1976 | 29.492    |
| 1981 | 31.705    |
| 1986 | 40.711    |
| 1991 | 50.217    |
| 1996 | 57.102    |
| 2001 | 65.996    |
| 2006 | 74.472    |
| 2011 | 89.683    |
| 2016 | 104.473   |
| 2021 | 118.091   |

## Burgemeesters
De burgemeester van de stad wordt rechtstreeks gekozen.
| Burgemeester            | Periode    |
| ----------------------- | ---------- |
| Joseph Cooper           | 1961–1972  |
| Alan Thomas             | 1972–1979  |
| Don de san Miguel (OAM) | 1979–1993  |
| Ray Lees                | 1993–1997  |
| John Grljusich          | 1997–2000  |
| Stephen Lee             | 2000–2009  |
| Logan Howlett           | 2009–heden |

## Stedenbanden

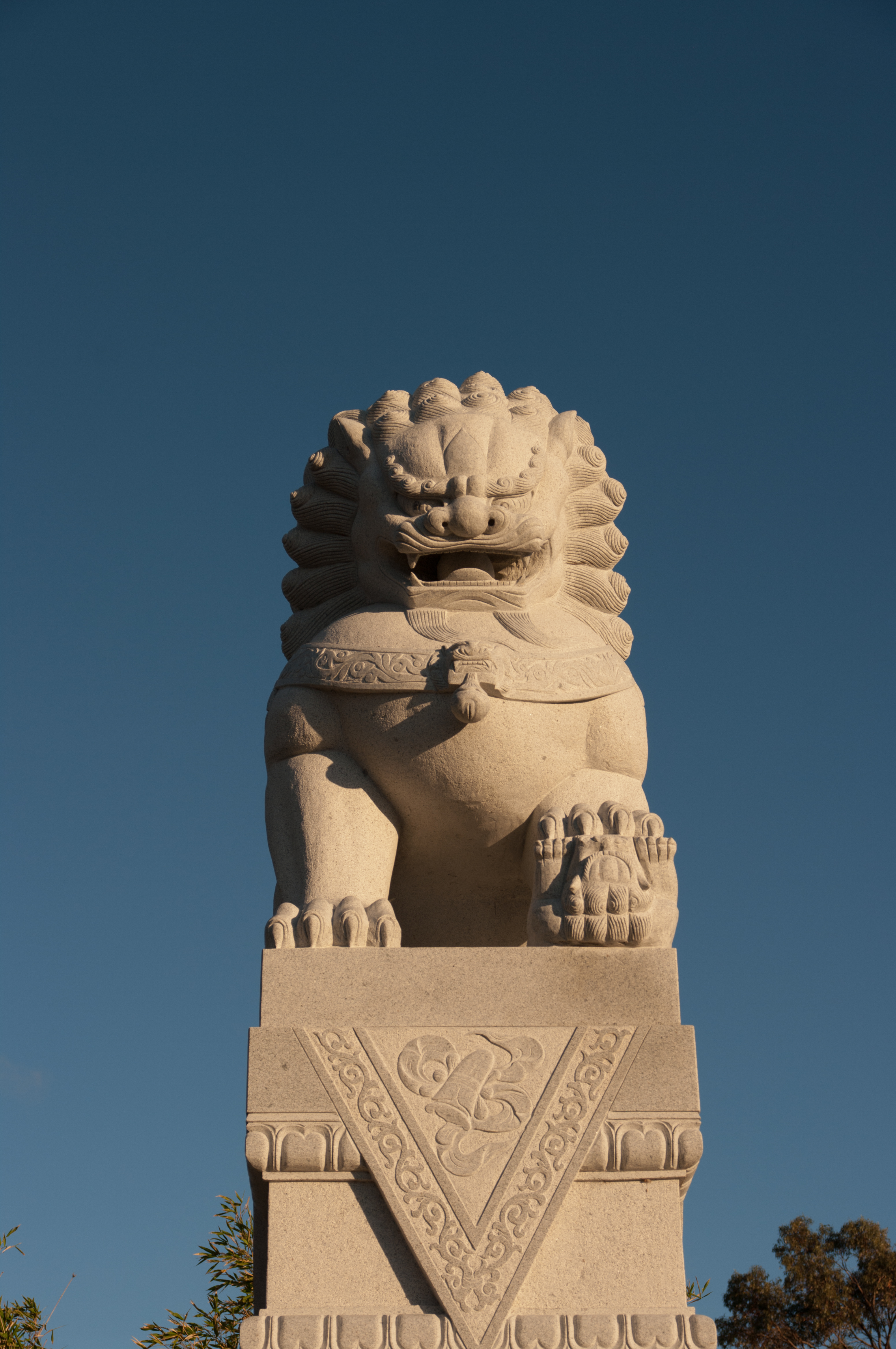
Standbeeld op Spearwood road ter herinnering aan de stedenband met Yueyang

- Mobile (Verenigde Staten) sinds 28 september 2005
- Split (Kroatië) sinds 6 juli 1998[2]
- Yueyang, (China) sinds 28 november 1998